# Xanthoconium chattoogaense
Xanthoconium chattoogaense är en svampart som beskrevs av Wolfe 1987. Xanthoconium chattoogaense ingår i släktet Xanthoconium och familjen Boletaceae.   Inga underarter finns listade i Catalogue of Life.